# Janez Hočevar - Rifle
Janez Hočevar (splošno poznan pod nadimkom Rifle), slovenski igralec in profesor, * 1. februar 1940, Ljubljana.

## Življenje
Rodil se je očetu Jožefu, ki je bil po poklicu trgovec, in materi Dori, ki je bila gospodinja. Odraščal je na Viču, v mladosti pa se je zelo rad ukvarjal s športom, saj je treniral plavanje in vaterpolo. Obiskoval je OŠ Vrtača. Kasneje je obiskoval VII. državno gimnazijo v Ljubljani, po končani maturi pa je študiral igro na ljubljanski AGRFT. Že med študijem je začel z delom v Drami, kjer je delal kot osvetljevalec in statist. Z resnim igralstvom je začel pri gledališču Oder 57, kasneje pa je bil angažiran v ljubljanski Drami. Kasneje se je posvetil tudi igranju v celovečernih filmih in na televiziji, zelo poznan je po TV akciji Podarim-Dobim in Naša mala klinika (NMK). Od samega začtka je soustvarjal radijsko oddajo Moped Show, ki je bila v osemdesetih letih zelo popularna na Valu 202. Igral je tudi v Usodnem vinu in Moji tvoji najini. Poleg igranja je danes zaposlen tudi kot profesor dramske igre na AGRFT. 
Njegova sestra je režiserka Meta Hočevar, poročen pa je z igralko Majo Boh, ki je tretja žena.
S prvo ima sina Miho, ki je režiser, in Gašperja, z drugo pa Matevža in športnega komentatorja Andraža.

## Vloge

### Celovečerni filmi
- Zgodba, ki je ni, 1967
- Cvetje v jeseni, 1973
- Begunec, 1973
- Let mrtve ptice, 1973
- Pomladni veter, 1974
- Praznovanje pomladi, 1978
- Krč, 1979
- Prestop, 1980
- Učna leta izumitelja Polža, 1982
- Veselo gostivanje, 1984
- Butnskala, 1985
- Čisto pravi gusar, 1987
- Poletje v školjki 2, 1988
- Odpadnik, 1988
- Kavarna Astoria, 1989
- Coprnica Zofka, 1989
- Do konca in naprej, 1990
- Ječarji, 1990
- Srčna dama, 1991
- Pokrajina št. 2, 2008

### Nanizanke, serije
- Naša mala klinika
- Moji tvoji najini
- Usodno vino
- Naočnik in Očalnik
- Primeri inšpektorja Vrenka
- Ja, Chef!

#### Posodil glas
- Avtomobili 2 (Zviz Mcvin)
- Smrkci film 2011 (Ata smrk)

## Priznanja
Nagrade
- Nagrada Prešernovega sklada, za igralske kreacije v Drami SNG Maribor in Mestnem gledališču ljubljanskem (1981)
- Borštnikov prstan (2010)[3]
- Viktor za življenjsko delo (2011)[4]
- nagrada bert (2023)

### Slovenska popevka
- 1977: Drim, drim, stari tramvaj